# Vlada v senci
Vlada v senci je »vlada-na-čakanju,« ki je pripravljena za prevzem kontrole (oblasti) v državi ob spremembi razmerja moči.
V parlamentarni državi ima opozicijska stranka, pogosto vlado v senci, v kateri so voditelji opozicije pripravljeni zavzeti določena ministrstva v primeru, da opozicija zmaga na volitvah.
Naloga vlade v senci je tudi priprava zakonskih in drugih predlogov za obravnavo in sprejemanje v parlamentu in priprava dopolnil na zakonske akte, ki jih predlaga vlada.